# Hans-Joachim Walch
Hans-Joachim Walch (* 7. April 1927 in Berlin; † 17. September 1991 in Leipzig) war ein deutscher Grafiker, Holzstecher, Typograf und Buchgestalter.

## Leben und Werk
Nach dem Abitur wurde Walch zur Wehrmacht eingezogen und geriet in Kriegsgefangenschaft. Danach studierte er einige Semester an der Kunstgewerbeschule Leipzig, wo u. a. Karl Miersch und Max Schwimmer seine Lehrer waren.
Im Anschluss an das Studium arbeitete er bei der Leipziger Druckerei C. G. Röder als Lithograph und legte die Gesellenprüfung ab.
Von 1952 bis 1978 war Walch als Herstellungsleiter und künstlerischer Gestalter im Leipziger Verlagshaus des Insel Verlags tätig. Zu einer von Gotthard de Beauclair, dem Verlagsleiter des Wiesbadener Verlagshauses,  1961 angeregten Bestellung Walchs zum Leipziger Verlagsleiter kam es nicht, da er von den DDR-Zuständigen als politisch unzuverlässig eingeschätzt wurde. Während seiner Tätigkeit beim Insel Verlag, in der er die Einbände und Typografie einer Vielzahl von Büchern gestaltete und sie teilweise auch selbst illustrierte, förderte Walch junge Grafiker, darunter viele Absolventen der Leipziger Hochschule für Grafik und Buchkunst, wie Egbert Herfurth, Rolf Felix Müller oder Karl-Georg Hirsch, indem er ihnen Illustrationsaufträge für Verlagswerke erteilte.
Nach dem 1977 gegen seinen Widerstand staatlich angeordneten Zusammenschluss der Verlage Insel, Gustav Kiepenheuer, Dieterich’sche Verlagsbuchhandlung und Paul List zur Verlagsgruppe Kiepenheuer verließ Walch 1978 den Insel Verlag und arbeitete nun freischaffend als Buchgestalter, Illustrator und Grafiker insbesondere für Leipziger Verlage, wie Breitkopf & Härtel, Koehler & Amelang, Evangelische Verlagsanstalt und Bibliographisches Institut.
Walch war bis 1990 Mitglied des Verbands Bildender Künstler der DDR. Er war mit der Grafikerin und Illustratorin Ursula Walch verheiratet.
Der Nachlass Walchs befindet sich seit 2009 im Deutschen Buch- und Schriftmuseum Leipzig. Er enthält im Umfang von 1,5 laufenden Metern unter anderem Vorlagen für Buchillustrationen, Layoutvorlagen, Holzstöcke und freie Grafik.

## Werke (Auswahl)

### Buchillustrationen
- 10 Holzstiche zu Johann Wolfgang von Goethe: Myrons Kuh. o.O o.Verlag 1953
- 8 Holzstiche zu: Das Gilgamesch. Die ersten drei Tafeln einer Erzählung aus dem alten Orient. Hochschule für Grafik und Buchkunst Leipzig, Leipzig 1955 (1958 auch als Insel-Buch 203/1B)
- 21 Holzstiche zu Don Juan Manuel: Der Graf Lukanor. Insel Verlag, Leipzig 1961
- Illustrationen zu Horst Kunze: Das große Buch vom Buch. Eine Geschichte des Buches und des Buchgewerbes von den Anfängen bis heute vorgestellt in Wort und Bild. Kinderbuchverlag, Berlin 1983
- 37 Holzstiche zu Washington Irving: Rip van Winkle. Insel Verlag, Leipzig 1976 (IB 580/2)
- 5 Holzstiche zu Herman Melville: Kikeriki oder das Krähen des edlen Hahnes Benvenuto. Insel Verlag, Leipzig 1962 (IB 729)
- 13 Holzstiche zu Ernest Hemingway: Die Sturmfluten des Frühlings. Insel Verlag, Leipzig 1980 (IB 902/1B)
- 9 Holzstiche zu Johann Wolfgang von Goethe: Der Mann von funfzig Jahren. Insel Verlag, Leipzig 1971 (IB 921)

### Bucheinbandentwürfe, Schutzumschläge und Typografie
- Hugo von Hofmannsthal: Gedichte und kleine Dramen. Insel Verlag, Leipzig 1956 (Schutzumschlag, Typografie)
- Ricarda Huch: Der Dreißigjährige Krieg. Insel Verlag, Leipzig 1957 (Schutzumschlag, Typografie)
- Das Rollwagenbüchlein .... Insel Verlag, Leipzig 1958 (IB 132/1C)
- Jost Amman: Das Ständebuch. Insel Verlag, Leipzig 1975 (IB 133/2B)
- Friedrich Schiller: Die merkwürdige Belagerung Antwerpens. Insel Verlag, Leipzig 1975 (IB 165/1B)

## Ausstellungen (unvollständig)
- 1955 bis 1979: Leipzig, fünf Bezirkskunstausstellungen
- 1958 bis 1988: Dresden, Vierte Deutsche Kunstausstellung bis X. Kunstausstellung der DDR
- 1965: Leipzig, Museum der bildenden Künste („500 Jahre Kunst in Leipzig“)
- 1979: Berlin, Ausstellungszentrum am Fernsehturm („Buchillustrationen in der DDR. 1949 – 1979“)
- 1987: Leipzig, Klub & Galerie Nord („Die Roßlauer Straße stellt aus. Reinhard Bernhof, Käte Müller, Gerald Müller-Simon, Ursula Walch, Hans-Joachim Walch, Ino Zimmermann, Paul Zimmermann“)